# Stasimopus fordi
Espèce
Stasimopus fordi est une espèce d'araignées mygalomorphes de la famille des Stasimopidae.

## Distribution
Cette espèce est endémique du Lesotho,.. Elle se rencontre vers Maseru.

## Description
Le mâle holotype mesure 12,5 mm.

## Étymologie
Cette espèce est nommée en l'honneur d'Edward Ford.

## Publication originale
- Hewitt, 1927 : On some new arachnids from South Africa. Records of the Albany Museum, vol. 3, no 5, p. 416-429.